# Strophurus ciliaris
Espèce
Synonymes
- Diplodactylus ciliaris Boulenger, 1885
- Diplodactylus spinigerus aberrans 
Glauert, 1952

Statut de conservation UICN

 LC  : Préoccupation mineure
Strophurus ciliaris est une espèce de geckos de la famille des Diplodactylidae.

## Répartition
Cette espèce est endémique d'Australie. Elle se rencontre en Australie-Occidentale, en Australie-Méridionale, dans le Territoire du Nord, au Queensland et en Nouvelle-Galles du Sud.

## Description
Ce gecko  a sur la queue des glandes produisant un mucus nocif, utilisé pour se défendre.

## Liste des sous-espèces
Selon The Reptile Database (7 septembre 2012) :
- Strophurus ciliaris aberrans (Glauert, 1952)
- Strophurus ciliaris ciliaris (Boulenger, 1885)

## Publications originales
- Boulenger, 1885 : Catalogue of the lizards in the British Museum (Natural History) I. Geckonidae, Eublepharidae, Uroplatidae, Pygopodidae, Agamidae, Second edition, London, vol. 1, p. 1-436 (texte intégral).
- Glauert, 1952 : Herpetological miscellanea. l. Notes of some forms of Diplodactylus. Some new western Australian lizards. Western Australian Naturalist, vol. 3, p. 166-168.